# Удон
Удо́н (яп. 饂飩, обычно записывается как うどん) — один из видов лапши из пшеничной муки, характерных для японской кухни, как и соба. Слово происходит от южнокитайского названия вонтонов.
Удон заимствован из Китая в XIV веке, в отличие от рамэна, пришедшего из Китая уже после окончания периода закрытия Японии от иностранцев в начале эпохи Мэйдзи. Основное отличие удона от рамэна — при приготовлении лапши не используется щелочная вода кансуй.
При приготовлении удона используется самая толстая лапша — от 2 до 4 мм в диаметре. Цвет лапши может быть от белого до грязно-белого, а консистенция мягкая и эластичная. Удон, как правило, подаётся как суп с лапшой в бульоне. Его можно употреблять в пищу как горячим, так и холодным, что делает его особенно ценным летом, как средство для борьбы с жарой. Как правило, декорируется нарезанным зелёным луком. Другие распространённые начинки включают в себя тэмпуру, часто из креветок, мирин и соевый соус.
Вкус бульона и дозаправки варьируются от региона к региону. Как правило, тёмно-коричневый бульон из тёмного соевого соуса используется в восточной части Японии, а светло-коричневый бульон из светлого соевого соуса используется в западной Японии. Это находит отражение в оформлении упаковок лапши быстрого приготовления, которые часто производятся в двух вариантах для востока и запада.
Префектура Кагава известна на всю Японию своим сануки-удоном. Его продвигают в другие регионы Японии с помощью талисманов и сувениров, связанных с удоном, а также фильмов, в которых удон является основной темой.